# Batistas Gerais
Batistas gerais são cristãos protestantes batistas que articulam a doutrina da expiação geral (crença de que Jesus Cristo morreu por toda a humanidade e não apenas pelos eleitos). A soteriologia batista geral inicialmente não era arminiana, mas com o tempo eles abraçaram doutrinas arminianas clássicas mais distintas até adotar completamente os Cinco Pontos do Arminianismo (FACTS), embora ainda mantivessem uma forte linguagem calvinista e aderissem as outras doutrinas reformadas .
Os batistas gerais produziram duas grandes confissões de fé: a Confissão de Fé Padrão, em 1660, e o Credo Ortodoxo, em 1679.  Henry Denne, Thomas Grantham e Daniel Taylor foram umas das maiores figuras teológicas da linha batista geral na Inglaterra do século XVII e XVIII. Juntamente com os batistas particulares, a segunda linha, eles formam a tradição batista.

## História
No final do século XVI e início do século XVII, a atividade puritana tornou-se forte na região de Midlands na Inglaterra. Neste período, uma igreja puritana se reuniu em Gainsborough, liderada pelo clérigo John Smyth, recentemente excomungado por insatisfação com o estado da Igreja da Inglaterra, como as perseguições contra as reformas puritanas. A igreja ficou conhecida como a Congregação de Gainsborough. Mais tarde, eles desenvolveram uma teologia batista distinta e são considerados um dos precursores dos batistas gerais.  Sob o ministério de Thomas Helwys, a igreja fixou-se em Spitalfields, na parte oriental de Londres, em 1612, após um breve período de exílio em Amesterdã.  Helwys é creditado com a formação de uma igreja puritana em Coventry no ano de 1614 ou em anos anteriores, quando se reuniu com Smyth e outros líderes puritanos para liderar os puritanos de Coventry na residência de Sir William Bowes e sua esposa, Isobel, em 1606.

## Desenvolvimento
Em 1660, certos ministros batistas gerais foram selecionados para se reunirem em Concílio na Cidade de Londres para elaborar uma confissão de fé definindo sua teologia. Eles elegeram Thomas Grantham e Joseph Wright para apresentar a confissão de fé ao Rei Carlos II da Inglaterra, no mesmo ano. A confissão foi adotada pela organização eclesiástica da época, a Assembleia Geral dos Batistas Gerais. 
O Dr. Charles Marie Du Veil, um respeitado estudioso bíblico huguenote da França,  tornou-se um batista geral. Ele foi batizado na igreja de St. Paul's Alley e publicou suas novas visões teológicas. Du Veil ajudou na influência dos batistas gerais depois de 1685.  
Em 1733, um caso contra várias igrejas de Northamptonshire foi apresentado à Assembleia Geral por "cantarem os salmos de Davi ou composições de outros homens", o que não determinou nenhuma regra fixa sobre o canto congregacional, mas adiou à igreja local a tarefa de expor suas próprias razões, como a Assembleia Geral fez em 1689. 

## Na América
Em 1825, os oponentes dos batistas gerais na Carolina do Norte os apelidaram de "Freewillers" por suas crenças arminianas. Então, esses batistas assumiram o nome de "Batistas do Livre Arbítrio".   
Os batistas arminianos que aceitaram a existência de uma segunda obra da graça durante o movimento de santidade estabeleceram associações como a Associação do Vale de Ohio das Igrejas Batistas Cristãs de Deus e a Associação Batista de Santidade . 

## Denominações
- União Ucraniana de Igrejas Evangélicas Cristãs Batistas
- Igreja Batista Evangélica Livre
- Associação Geral dos Batistas Gerais
- Batistas Gerais dos Seis Princípios
- Associação Batista da Santidade
- Algumas igrejas batistas independentes [7]
- Associação Mariana de Batistas Gerais
- Associação Nacional de Batistas do Livre Arbítrio [8]
- Nova Conexão dos Batistas Gerais
- Associação do Vale de Ohio das Igrejas Batistas Cristãs de Deus
- Antiga União Batista
- Convenção Batista Original do Livre Arbítrio
- Igreja Batista Pentecostal Livre Arbítrio
- União Russa de Cristãos Evangélicos-Batistas
- União dos Batistas Cristãos Evangélicos do Cazaquistão
- Igreja Batista Americana Unida do Livre Arbítrio [9]
- Conferência Batista Americana Unida do Livre Arbítrio

## Links externos
- Confissão de Fé Padrão (1660) - confissão de fé defendida pelos batistas gerais (revisada em 1663 e 1691).
- Credo Ortodoxo (1679) - confissão de fé defendida pelos batistas gerais

Predefinição:Arminianism footer